# Steve Lombardi
Steve Lombardi (Brooklyn, Nueva York; 18 de abril de 1961) es un luchador profesional estadounidense, de origen italiano, y agente de camino, más conocido por el alias de The Brooklyn Brawler.

## Carrera
La carrera de Lombardi es a menudo reconocida como la más famosa de "jobber" en la historia de World Wrestling Entertainment. Cuando Lombardi es visto en luchas televisadas es casi un hecho que va a perder. A pesar de este hecho, Lombardi ha ganado luchas, y títulos en su carrera como luchador. 

### World Wrestling Federation  / World Wrestling Entertainment / WWE (1983-2016, 2018)

#### 1980
Lombardi comenzó su carrera en la WWF/WWE a finales de 1983, luchando bajo su verdadero nombre y se utilizó para mejorar otros talentos (acordando perder para beneficiar al oponente) hasta principios de 1989, cuando fue renombrado como The Brooklyn Brawler y bajo la tutela de Bobby "The Brain" Heenan entró en un feudo con The Red Rooster. Cuando The Rooster se cambió del equipo de Heenan y se convirtió en Face, Heenan dijo que había convertido a The Rooster en una estrella y que podría hacer lo mismo con cualquiera en la empresa. Sin embargo, la alianza de Brawler con Heenan fue destruida y regresó a su antiguo estado de "jobber", un papel que seguirá siendo en todo la década de los 90. Durante los 90s, a pesar de estar en el estado de "jobber" ganó algunos combates.

#### 1990
Lombardi hizo varios personajes, a menudo enmascarados. A finales de 1993, sustituyó brevemente a Matt Borne como Doink The Clown. También personificó a Kim Chee (manejador de Kamala) y a Abe "Knuckleball" Schwartz (un corto personaje de béisbol utilizado como truco durante 1994 en la huelga de la liga de béisbol profesional), también conocido como MVP (Jugador más violento).
Desde fines de 1990, ha sido un luchador semirretirado, trabajando principalmente como un agente para la WWF/WWE y solo de vez en cuando aparece en el ring, generalmente en actos cómicos. En 1996, Lombardi venció a Dwayne Johnson, que más tarde se convertiría en The Rock, en la lucha de prueba de Johnson en la WWF/WWE.
A pesar de su condición como jobber, Lombardi ha tenido grandes victorias y luchas titulares. En 1991, The Brooklyn Brawler tuvo un pequeño feudo con la nueva superestrella de la WWF/WWE Big Bully Busick, después Brawler reto a Busick a una lucha para demostrarle lo que valía, The Brawler venció a The Bully por conteo afuera del ring y fue realizada la revancha una semana después en la cual The Brawler dominó a The Bull , The Bully ganó la revancha de manera muy polémica.
El 4 de octubre de 1993 Lombardi compitió en una batalla campal por el título intercontinental bajo el nombre de MVP .En 1997 ganó una batalla campal y así obtuvo una oportunidad de pelear por el campeonato de la WWF en el Madison Square Garden ; se midió con el entonces campeón de la WWF Shawn Michaels, pero Brawler salió derrotado. El 20 de septiembre de 1999, en un episodio de Raw is War, Lombardi fue uno de los árbitros sustitutos, porque los árbitros originales estaban en huelga. En el año 2000 logró una victoria sobre el entonces campeón de la WWF Triple H, en una lucha no titular, fue esta una rara victoria.

#### 2000

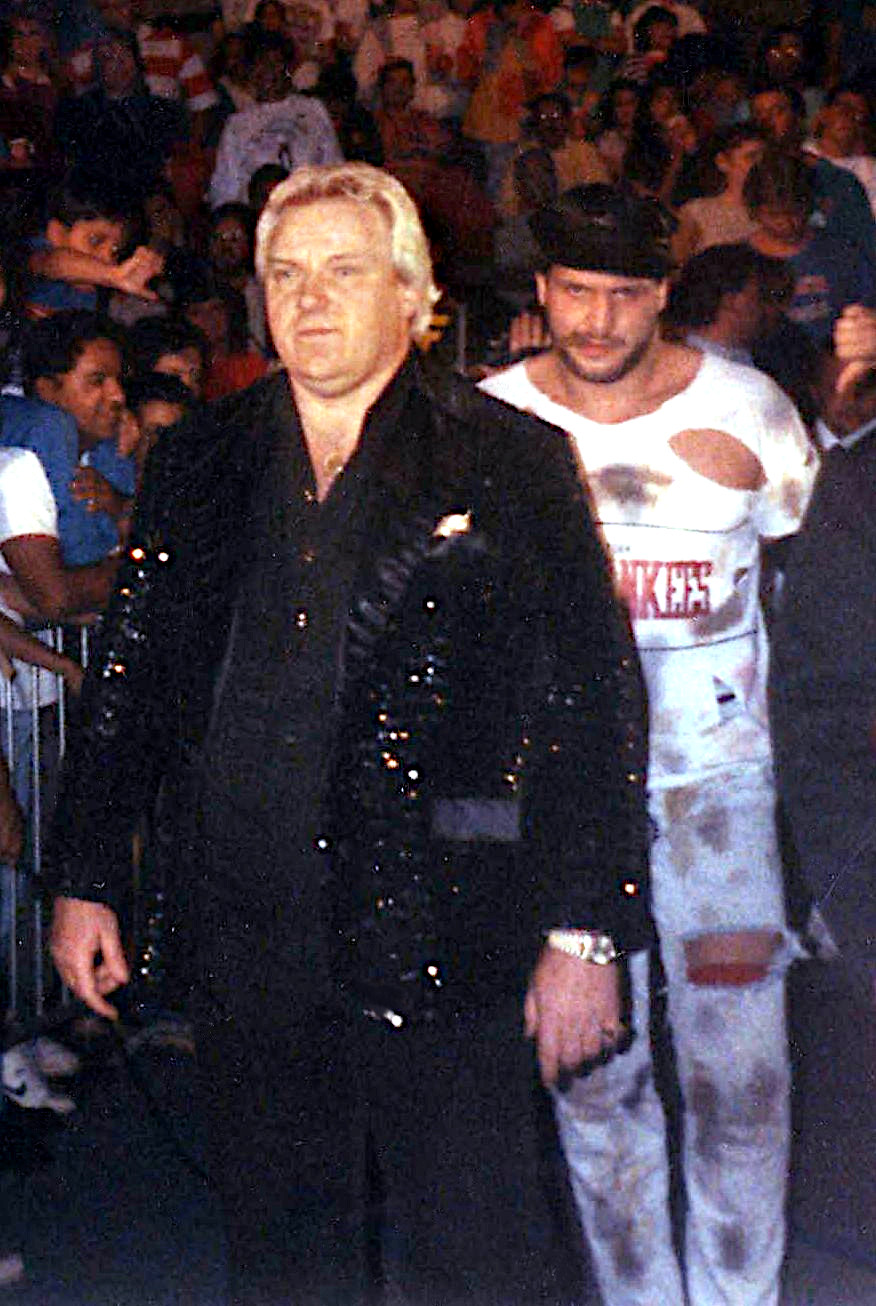
Lombardi como The Brooking Brawler junto a Bobby Heenan.

Aunque no tenía el micrófono, es interesante observar que en un ahora famoso segmento en Raw is War, cuando Stephenie Mcmahon dijo que el envejecimiento de Freddi Blassie y el fondo mundial para la naturaleza tienen una cosa en común "Que ambos están a punto de morir", fue Lombardi quien llevó a Blassie al escenario donde estaban Stephanie y Shane McMahon.
Como parte de una historia en Smack Down!, adoptó el nombre de "Boston Brawler" abandonando su habitual vestimenta de los Yankees de Nueva York por la de las Medias Rojas de Boston, esto lo hizo en respuesta a la derrota de los Yankees ante las Medias Rojas en la serie mundial de béisbol. Lombardi apareció en un segmento en Smack Down! realizado en la ciudad de Nueva York con Heidenreich, el cual estaba buscando nuevos amigos, pero Lombardi prefirió ser el Boston Brawler. Heidenreich dejó de querer ser amigo de Lombardi y a su vez lo retó a una lucha.
A principios de 2006 todavía trabajaba tras las cámaras, incluyendo con John Cena, participó en un show de WWE.com llamado "las 5 preguntas". Cena a menudo hizo referencia a Lombardi, incluso en broma dijo que era el luchador más técnico de todos los tiempos. Además su rostro fue usado para censurar las malas palabras, por lo general diciendo "Nu Uh" o "Brawler". El 2 de junio de 2006 en un episodio de las 5 preguntas Brawler mostró su rostro incluso censurándose a sí mismo, diciendo "usted es un pedazo de Brawler". En otro episodio de las 5 preguntas Lombardi reconoció que había nacido en Detroit, y no en Brooklyn.
El 7 de mayo de 2006 WWE.com anunció que como parte de la colección WWE Superstars Classic, saldría una figura, del Brooklyn Brawler.
En el evento Vengeance del año 2006 Lombardi salió al ring como Doink The Clown, acompañando a Eugene en su lucha contra Umaga. El 1 de agosto de 2006 Lombardi fue a la ECW para una lucha contra el extremista Kurt Angle. Lombardi perdió rápidamente la lucha cuando Angle le aplica su candado invertido al tobillo. Esa misma semana apareció en Smack Down! luchando en contra de Vito, pero fue derrotado.
En la edición de Raw del 18 de diciembre de 2006 participó en una batalla campal de 30 hombres como The Brooklyn Brawler.
En la edición de Smack Down! del 5 de mayo de 2007, Lombardi hizo una aparición en los camerinos como The Brooklyn Brawler, en una entrevista con el Gerente General de Smack Down! Theodore Long, para convertirse en su asistente.
En el 15º aniversario de Raw, apareció como Abe "Knuckleball" Schwartz en un segmento, en ese mismo segmento cuando Triple H lo vio dijo: "Supongo que The Brooklyn Brawler estaba ocupado esta noche".
El 25 de septiembre de 2008 apareció en el programa de WWE.com llamado "Santino casa".

#### 2010
Lombardi apareció en el episodio especial de RAW, llamado "Raw goes old school" ("Raw va a la vieja escuela") donde luchó contra Ezekiel Jackson, lucha que perdió.

#### 2012
El 16 de diciembre de 2012 junto a The Miz y a Alberto Del Rio conformaron un equipo para enfrentarse a 3MB en el evento WWE Tables, Ladder & Chairs, dando la victoria para su equipo cuando él se encargó de realizar un Boston crab sobre Jinder Mahal.

#### 2013
El 15 de julio de 2013 Lombardi apareció en el programa de la WWE, WWE Superstars para enfrentarse a Ryback, lucha en que Lombardi dominó, pero no logró ganar.

#### 2016-2018
Durante el 2016 tuvo algunas apariciones en shows no televisados ganando varios de ellos. Desde entonces dejó de luchar en la WWE. Hizo su regreso en 2018 en el 25 aniversario de Raw en un segmento con el gerente general Kurt Angle, Jonathan  Coachman, Theodore Long, Brother Love y The Boogeyman donde quedaron horrorizados al ver como el Boogeyman se comía unos gusanos.

## En Lucha
- Movimientos Finales
  - Brawler Crab (Boston crab) - 1983-presente
  - Brawler Dog (Diving bulldog) - 1983-presente
  - Side suplex - 1983-presente
  - Super suplex - 1983-presente
- Movimientos de firma
  - Back body drop
  - Big boot
  - Body slam
  - Lariat
  - Military press slam
  - Military press facebuster
  - Neckbreaker slam
- Managers
  - Bobby Heenan
  - Harvey Wippleman
- Luchadores Manejados
  - Kamala
- Temas de entrada
  - "Take Me Out to the Ball Game", por Jim Johnston (WWF; 1994)
  - "Doinkin' Around" por Jim Johnston (WWF; 1995-1996)
  - "Working Rhythm" por Non-Stop Music (WWF; 2000)
  - "Tenderloin" por Eve S. Dowdle (WWF/WWE; 2000-2006)
  - "Corporate Player" por Jim Johnston (WWF; 2000)
  - "The Hood" por Brett R. Raymond (WWF/WWE; 2000-2006)
  - "Tracking Heat" por Daniel Holter & Rex Carroll (WWE; 2006-presente)

## Campeonatos y logros
- Border City Wrestling
  - BCW Can-Am Heavyweight Championship (4 veces)
  - BCW Can-Am Television Championship (3 veces)

- Total Professional Wrestling
  - TPW Light Heavyweight Championship (4 veces)
  - TPW Tag Team Championship (5 veces) – con Red Flair

- Allied Powers Wrestling Federation
  - APWF Television Championship (5 veces)

- International Wrestling Association
  - IWA United States Heavyweight Championship (3 veces)

- NWA Southwest
  - NWA Southwest Television Championship (4 veces)

- NWA Michigan
  - NWA Michigan Heavyweight Championship

- Pro Wrestling Illustrated
  - PWI puesto en el rango #16 de los 500 luchadores simples en el PWI 500 en 1994

- Regional Championship Wrestling
  - RCW United States Tag Team Championship (3 veces) - con Jay Love

- Wrecking Ball Wrestling
  - WBW Heavyweight Championship (2 veces)